# Slapsko
Slapsko (en allemand : Slapsko) est une commune du district de Tábor, dans la région de Bohême-du-Sud, en République tchèque. Sa population s'élevait à 141 habitants en 2020.

## Géographie
Slapsko se trouve à 6 km au nord-ouest du centre de Mladá Vožice, à 20 km au nord-nord-est de Tábor, à 70 km au nord-nord-est de České Budějovice et à 61 km au sud-sud-est de Prague.
La commune est limitée par Neustupov au nord-ouest, par Šebířov au nord et à l'est, par Oldřichov au sud et au sud-ouest.

## Histoire
La première mention écrite du village date de 1405.